# Голодные игры: Сойка-пересмешница. Часть 1
«Голо́дные и́гры: Со́йка-пересме́шница. Часть 1» (англ. The Hunger Games: Mockingjay — Part 1) — американский боевик-антиутопия 2014 года режиссёра Фрэнсиса Лоуренса по сценарию Питера Крейга и Дэнни Стронга, основанный на романе Сьюзен Коллинз «Сойка-пересмешница». Это продолжение фильма «Голодные игры: И вспыхнет пламя» и третий фильм в серии фильмов «Голодные игры». В главных ролях Дженнифер Лоуренс, Джош Хатчерсон, Лиам Хемсворт, Вуди Харрельсон, Элизабет Бэнкс, Джулианна Мур, Филип Сеймур Хоффман, Джеффри Райт, Стэнли Туччи, Дональд Сазерленд, и Сэм Клафлин. По сюжету, Китнисс Эвердин (Лоуренс) присоединяется к Альме Коин (Мур), лидеру ренегатов Дистрикта 13, в массовом восстании против Капитолия.
Разработка третьего фильма «Голодные игры» была анонсирована в мае 2012 года, после того, как Lionsgate объявила, что роман Коллинз будет разделён на две части. Было подтверждено, что Лоуренс вернётся, чтобы снять два последних фильма в ноябре, которые будут сняты параллельно. Большая часть основного актёрского состава была завершена к сентябрю 2013 года, когда начались съёмки, продолжавшиеся до июня 2014 года, с местами съёмок, включая Бостон, Атланту, Лос-Анджелес, Париж и Берлин. Фильм столкнулся со спорами после того, как его содержание было использовано в политических протестах в 2014 и 2015 годах.
Премьера фильма состоялась 10 ноября 2014 года на Одеон Лестер-сквер в Лондоне, 20 ноября в России, 21 ноября в США компанией Lionsgate. Фильм получил в целом положительные отзывы от критиков, с похвалой за его актёрскую игру, музыку и политический подтекст, но критиковали за его темп и решение разделить роман на два фильма. Он заработал более 755 миллионов долларов по всему миру, став пятым кассовым фильмом 2014 года; он установил рекорд по крупнейшему дню выхода и выходным выхода 2014 года.
Среди его наград, фильм был номинирован на лучший научно-фантастический фильм на 41-й церемонии вручения премии «Сатурн», в то время как Лоуренс была номинирована на премию «Лучшая женская роль в боевике» на 20-й церемонии «Выбор критиков». Песня Лорд «Yellow Flicker Beat», ведущий сингл из саундтрека, была номинирована на 72-ю премию «Золотой глобус» за лучшую песню и «Выбор критиков».
Заключительный фильм основной серии, «Голодные игры: Сойка-пересмешница. Часть 2», вышел в 2015 году.

## Сюжет
После спасения с арены 75-х «Голодных игр» Китнисс Эвердин оказывается в дистрикте 13, где встречает Гейла, а также мать с сестрой. Все жители дистрикта живут в бункере.
Плутарх Хевенсби знакомит Китнисс с президентом дистрикта Альмой Койн, которая рассказывает ей о том, что после неожиданного финала «Голодных игр» в семи из одиннадцати оставшихся дистриктов вспыхнули восстания, а Плутарх предлагает Китнисс стать символом сопротивления «Сойкой-пересмешницей» и сняться в ряде агитационных роликов. Китнисс отказывается. 
Плутарх объясняет президенту дистрикта, что у Китнисс нет мотивации им помогать, в частности из-за того, что Пит был оставлен на арене. Чтобы «разбудить» чувства девушки, он уговаривает президента организовать для Китнисс экскурсию в дистрикт 12, где последняя видит страшные разрушения. Она также посещает свой дом в «Деревне победителей» и забирает оттуда кота и личные вещи, в числе которых портрет её погибшего отца, и возвращается в бункер дистрикта 13. Между тем Пита показывают по центральному телевидению Капитолия. Обращаясь к Китнисс и к повстанцам, он призывает всех сложить оружие и прекратить сопротивление во имя мира. 
Китнисс соглашается сотрудничать с повстанцами, требуя взамен помилования для всех трибутов, включая Пита, а также оставить кота сестре. Однако несмотря на старания Эффи Тринкет и костюм Сойки-пересмешницы, эскизы которого нарисовал Цинна, снятый повстанцами ролик оказывается недостаточно убедительным. Хеймитч Эбернети напоминает участникам совещания, что все самые эмоциональные моменты в телекарьере Китнисс были импровизацией, и предлагает отправить её на войну.
Китнисс вместе со съёмочной группой и Гейлом отправляется в дистрикт 8, где посещает полный раненых госпиталь. Этот визит замечают в Капитолии через видеокамеру, и Сноу посылает в дистрикт бомбардировщики. Китнисс сбивает оба, попав в один из них стрелой с наконечником-взрывчаткой (разработка Бити), однако не успевает спасти людей. Разъярённая Китнисс произносит речь, обращённую к Сноу, в которой говорит, что если повстанцы и сгорят, то только вместе с ним и другими капитолийцами.
Бити удаётся подключиться к центральному телевидению и показать ролик во всех дистриктах. После этого в 7-м дистрикте начинаются волнения — рабочие подрывают миротворцев на минах. Пит снова выступает по центральному телевидению, призывая остановить насилие. Гейл обвиняет трибута в трусости, но Китнисс говорит, что Пит, да и вообще никто, не знает, что случилось в дистрикте 12.
Девушка снова посещает родной дистрикт — уже вместе со съёмочной группой. Гейл рассказывает о бомбардировке и говорит, что из 10000 человек ему удалось спасти только 915. Остальные пытались покинуть город, идя по дороге, и погибли. Во время отдыха на берегу пруда Китнисс видит сойку-пересмешницу. Один из участников съёмочной группы просит её спеть, и она исполняет песню «Дерево висельника», которая становится гимном сопротивления.
Безоружные рабочие из дистрикта 5 с песней «Дерево висельника» нападают на электростанцию и взрывают её, лишая Капитолий электричества. Тем временем Пита снова показывают по телевидению. Ролик Китнисс конкурирует с правительственным сообщением, то «забивая» его, то пропадая. Пит видит ролик и неожиданно предупреждает повстанцев о готовящемся налёте на дистрикт 13.
Выбравшись из завалов бункера после бомбёжки, Китнисс видит руины, усыпанные белыми розами (своего рода «подарок» от президента Сноу). Боясь за жизнь Пита, девушка отказывается снимать очередной ролик.
Вместо Китнисс Финник Одэйр принимает участие в ролике, рассказывая о компромате на влиятельных политиков Капитолия и лично Сноу, тем самым отвлекая внимание. Пользуясь тем, что охранные системы Капитолия лишены электричества, повстанцы незаметно проникают в город. Гейл с соратниками отправляются в тренировочный лагерь, чтобы спасти Пита и других трибутов. Операция проходит успешно, трибуты спасены, однако Гейл не понимает, почему Капитолий позволил им вернуться, ведь системы безопасности к тому моменту уже были активированы.
Когда Китнисс посещает Пита, он внезапно нападает на неё и начинает душить, но его «вырубает» Боггс. Когда Китнисс приходит в себя, Бити объясняет, что Пита пытали и подвергли промывке мозгов с применением яда ос-убийц, чтобы он считал Китнисс своим врагом. Плутарх говорит, что учёные дистрикта постараются помочь восстановить сознание Пита.
Тем временем президент Койн объявляет об успехе операции по спасению трибутов, а затем говорит, что следующим этапом революции будет нападение на расположенную высоко в горах дистрикта 2 капитолийскую военную базу, закрывающую дорогу в Капитолий.

## В ролях
| Актёр                | Роль                                                              |
| -------------------- | ----------------------------------------------------------------- |
| Дженнифер Лоуренс    | Китнисс Эвердин главная героиня                                   |
| Джош Хатчерсон       | Пит Мелларк                                                       |
| Лиам Хемсворт        | Гейл Хоторн                                                       |
| Сэм Клафлин          | Финник Одэйр                                                      |
| Элизабет Бэнкс       | Эффи Бряк                                                         |
| Филип Сеймур Хоффман | Плутарх Хевенсби                                                  |
| Стэнли Туччи         | Цезарь Фликерман                                                  |
| Уиллоу Шилдс         | Примроуз Эвердин младшая сестра Китнисс                           |
| Пола Малкомсон       | миссис Эвердин мама Китнисс и Примроуз                            |
| Вуди Харрельсон      | Хеймитч Эбернети                                                  |
| Джеффри Райт         | Бити                                                              |
| Джена Мэлоун         | Джоанна Мэйсон                                                    |
| Дональд Сазерленд    | президент Кориолан Сноу                                           |
| Джулианна Мур        | президент Дистрикта 13 Альма Койн                                 |
| Махершала Али        | полковник Боггс                                                   |
| Натали Дормер        | режиссёр съёмочной группы повстанцев Дистрикта 13 Крессида        |
| Стеф Доусон          | победительница 70-х Голодных игр Энни Креста возлюбленная Финника |
| Эван Росс            | помощник Крессиды Мессалла                                        |
| Уэс Чэтэм            | оператор Кастор                                                   |
| Элден Хенсон         | оператор Поллукс                                                  |
| Патина Миллер        | командор 8 дистрикта Пэйлор                                       |
| Сарита Чоудхури      | помощница президента Сноу Эльджерия                               |
| Роберт Неппер        | помощник президента Сноу Антоний                                  |
| Эрика Бирман         | внучка президента Сноу                                            |

## Создание
Режиссёр — «Голодные игры: И вспыхнет пламя» Френсис Лоуренс. Студия Lionsgate заранее заручилась его поддержкой, а сценарий в октябре 2012 года поручили писать Дэнни Стронгу, ранее работавшему над предыдущим фильмом.
10 июля 2012 года стало известно, что фильм «Голодные игры: Сойка-пересмешница» будет выпущен в двух частях. Часть 1 была выпущена 21 ноября 2014 года, а часть 2 — 19 ноября 2015 года. Дженнифер Лоуренс, Джош Хатчерсон, Лиам Хемсворт и Вуди Харрельсон подписали контракты на все фильмы франшизы.

### Съёмки
Lionsgate снимал обе части «Сойки-пересмешницы» одновременно. По информации из твиттера Production Weekly, производство первой части началось 16 сентября. Съёмки проходили в Атланте и Бостоне.
Филип Сеймур Хоффман, сыгравший в фильме Плутарха Хевенсби, скончался 2 февраля 2014 года в Нью-Йорке. В «Lionsgate» заявили, что актёр успел закончить работу в фильме.

## Награды и номинации
- 2015 — номинация на премию «Золотой глобус» за лучшую оригинальную песню (Джоэл Литтл и Лорд за песню «Yellow Flicker Beat»).
- 2015 — две номинации на премию «Сатурн»: лучший научно-фантастический фильм и лучшая актриса (Дженнифер Лоуренс).
- 2015 — две премии MTV Movie Awards за лучший музыкальный момент (Дженнифер Лоуренс) и за лучшую экранную трансформацию (Элизабет Бэнкс), а также три номинации: фильм года, лучшая женская роль и лучший герой (обе — Дженнифер Лоуренс).